# Funkční textilie
Funkční textilie (anglicky functional textiles, německy Funktionstextilien) je souhrnné označení pro oděvní a bytové textilie s vlastnostmi optimálně přizpůsobenými určitému použití. Označení se nevztahuje na tzv. technické textilie, to znamená, že např. ochranné pracovní oděvy k funkčním textiliím nepatří.
Název zavedla v roce 2003 německá novinářka Petra Knecht. Autorka uvádí příklady několika desítek značkových výrobků, které zařazuje ve své knize Funktionstextilien k funkčním textiliím.
Seznam není úplný, pro zařazení platí zhruba pravidlo, že výrobek by měl vynikat alespoň jednou z následujících vlastností:
- odolnost proti vlivům povětrnosti
- snížená hořlavost
- ochrana proti bakteriím, proti slunečnímu záření
- pohodlnost v nošení (nízká hmotnost, vysoká elasticita)
- snadná údržba. [2]

Označení funkční textilie se běžně používá také v českém textilním obchodě.
V české technické literatuře se vyskytuje pojem vysoce funkční textilie (high functional textiles), který zpravidla zahrnuje (vedle oděvních a bytových) také technické textilie.

## Způsoby výroby (funkcionalizace textilních materiálů)
Příklady:
- Tkaniny z mikrovláken a z ultrajemných vláken
- Mikrofobní tkaniny
- Vícevrstvé pleteniny
- Lamináty s použitím membrány
- Zátěry a povrstvování (mikroporézní, nástřikem, tiskem aj.)
- Nanovrstva na polymerní stěně kapslí (enkapsulační technologie) [5]